# Badanie ginekologiczne
Badanie ginekologiczne – badanie służące ocenie stanu narządu rodnego. Na badanie składa się badanie podmiotowe (wywiad lekarski) oraz badanie przedmiotowe zewnętrzne (oglądanie, obmacywanie, opukiwanie, osłuchiwanie) i wewnętrzne (badanie dwuręczne zestawione). U kobiet w pierwszych czterech miesiącach ciąży badanie to jest badaniem dwuręcznym, zestawionym. U kobiet miesiączkujących badanie wykonuje się w pierwszej fazie cyklu miesiączkowego. 
Kontrolne badanie powinno zostać wykonywane nie rzadziej niż do roku.

## Badanie podmiotowe
Wywiad obejmuje wiek, wykształcenie, preferowany styl życia, ogólny stan zdrowia, przebyte choroby. Następnie wykonywany jest wywiad położniczy, w którym zbierane są informacje takie jak: data pierwszej i ostatniej miesiączki, przebieg procesu pokwitania, regularność i długość cykli miesiączkowych, przeszłość położnicza, przebyte operacje w miednicy mniejszej, czy występowanie krwawienia nie związanego z cyklem miesiączkowym, bóle w miednicy mniejszej, świąd sromu, pochwy, kłopoty z nietrzymaniem moczu.
Badanie przedmiotowe ginekologiczne składa się z:
- Badania przedmiotowego zewnętrznego
- Badania przedmiotowego wewnętrznego

## Badanie przedmiotowe zewnętrzne
1.Oglądanie: ocenie podlega wygląd skóry. Zwraca się uwagę na rozstępy skórne, blizny operacyjne, wszelkie zmiany patologiczne takie jak wykwity.
2.Obmacywanie: Wykonuje się je dwuręcznie. Rozpoczyna się od pępka, i przesuwane są ręce w kierunku miednicy mniejszej które delikatnie uciskają powłoki brzuszne w celu sprawdzenia zmian patologicznych. Badanie to pozwala stwierdzić u ciężarnej, powiększoną macicę lub zmienioną przez nowotwory.
3.Opukiwanie: określa kształt i wielkość guzów (jeśli występują). Dzięki temu badaniu można rozróżnić fałszywe guzy od istotnych.
4.Osłuchiwanie: Nie ma głębszego znaczenia w ogólnej ginekologii. Istotne w przypadku kobiety ciężarnej (osłuchiwanie serca płodu).

## Badanie przedmiotowe wewnętrzne
Warunki: kobieta ułożona na fotelu ginekologicznym, opróżniony pęcherz moczowy, brak zalegających w odbytnicy mas kałowych.
1.Oglądanie: Polega na ocenie zewnętrznych narządów płciowych. Zwracana uwaga na wszelkie stany zapalne, owrzodzenia, guzki.
2.Rozchylanie warg sromowych i polecanie pacjentce napiąć mięśnie brzucha. W ten sposób sprawdza się czy pacjentka cierpi na nietrzymanie moczu lub występuje u niej problem z obniżeniem narządów płciowych.
3.Badanie we wziernikach: Badanie wykonuje się za pomocą wzierników pochwowych. Ocenie podlega ściana pochwy i szyjki macicy. Sprawdzane jest występowanie wszelkich nadżerek, torbieli, guzków, owrzodzeń, pęknięć oraz konsystencja, zapach i ilość wydzieliny pochwowej. Badanie umożliwia pobranie wymazu z tarczy szyjki macicy do badania cytologicznego.
4.Badanie dwuręczne zestawione: Osoba badająca po założeniu rękawiczek, kciukiem oraz palcem wskazującym lewej ręki rozchyla wargi sromowe a następnie wprowadza do pochwy palec wskazujący i środkowy ręki prawej. Określa się:
- ścianę pochwy pod względem wystąpienia guzków, bolesności,
- szyjkę macicy: kształt, spoistość, tkliwość przy poruszaniu,
- macicę: kształt, położenie, wielkość, spoistość, ruchomość oraz zmiany patologiczne. Rękę zewnętrzną kładzie się na brzuchu, w odległości pomiędzy pępkiem a spojeniem łonowym i uciska się nią powłoki ku dołowi w kierunku ręki wewnętrznej,
- przydatki: wielkość, kształt, spoistość, ruchomość oraz wszelkie nieprawidłowe struktury w ich obrębie. Ręka zewnętrzna spoczywa po jednej ze stron ciała a palce ręki wewnętrznej przesuwa się do jednoimiennego bocznego sklepienia pochwy. W ten sposób pomiędzy palcami obu rąk znajdują się przydatki.

U kobiet u których badanie przez pochwę jest niemożliwe (dziewice, silna bolesność, urazy śluzówki) badanie powinno zostać wykonane przez odbyt.